# Helen Vivien Gould

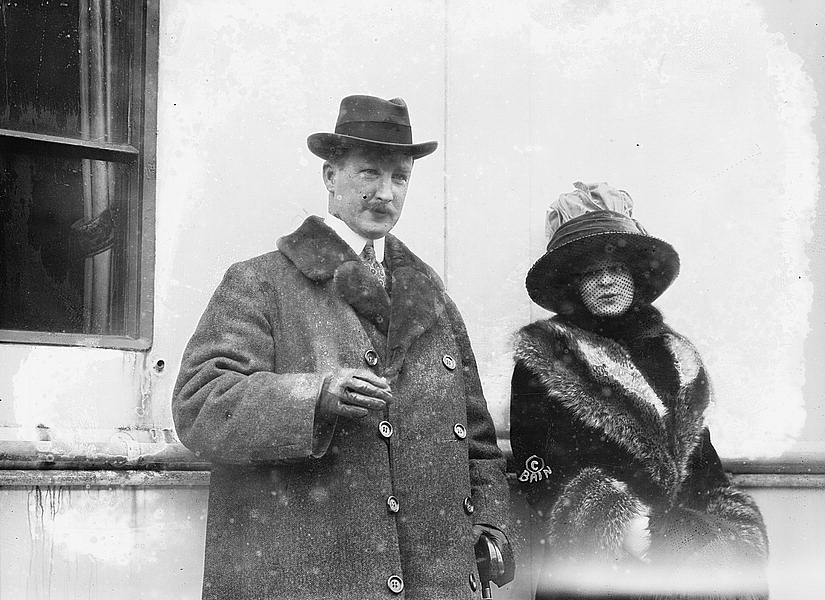
Lady Decies mit Ehemann, November 1911

Helen Vivien Gould, verheiratete Lady Helen Beresford, Baroness Decies (* 1. Januar 1893 in New York City; † 3. Februar 1931 in London) war eine US-amerikanische Erbin und Mitglied der New Yorker und Londoner High Society.

## Leben

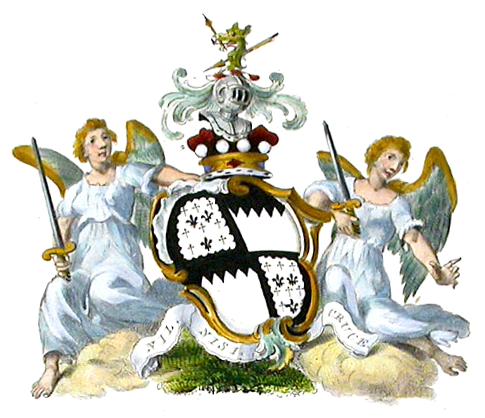
Familienwappen der Marquess of Waterford und Baron Beresford

Helen Vivien Gould war die älteste Tochter des Präsidenten der Western Pacific Railroad George Jay Gould I. Ihre Mutter Edith Kingdon war vor der Heirat eine bekannte Theaterschauspielerin, ihr älterer Bruder Jay Gould II erfolgreicher Tennisspieler.
Gould wurde zu Hause von Gouvernanten und Tutoren mit Hilfe der väterlichen Bibliothek unterrichtet. Anschließend absolvierte sie ein Studium am exklusiven Mädchen-College Brearley School in Klassische Literatur, Philosophie und Mathematik.
In ihren Ferien begleitete sie oft ihre Eltern auf deren Reisen durch Europa, wo sie auch ihren zukünftigen Mann, den irischen Aristokraten und Politiker John Graham Hope de la Poer Beresford, 5. Baron Decies (1866–1944), kennenlernte. Sie heirateten am 7. Februar 1911 in der St Bartholomew Church in New York. Die Hochzeit der bekannten Unternehmertochter mit dem 27 Jahre älteren Ausländer erregte große Aufmerksamkeit, Beresford erhielt Drohbriefe und Duellforderungen. Am Tag der Hochzeit sperrte die Polizei den gesamten Block ab, um Tausende von Schaulustigen von der Zeremonie fernzuhalten. Nach einer Reise durch Ägypten bezog das Paar Manchester House in London. Gemeinsam hatten sie drei Kinder.
Gould gehörte dem inneren Zirkel von Freunden des Prince of Wales und späteren König Eduard VIII. an. Zusammen mit ihrem Mann begleitete sie ihn auf seinen Reisen, unter anderem nach Amerika und auf Großwild-Safari in Ostafrika. Auf einer ihrer Reisen im Mittelmeerraum erkrankte Lady Decies an Gelbsucht und starb im Alter von 38 Jahren an den Folgen eines Anästhesiefehlers während der Operation, bei der die erkrankte Gallenblase operativ entfernt werden sollte.
Ihre sterblichen Überreste wurde auf dem Familienanwesen bestattet.